# Alexandra Larochelle
Pour les articles homonymes, voir Larochelle.
Alexandra Larochelle, née le 5 mai 1993 à Québec, est une écrivaine, scénariste, chroniqueuse et porte-parole québécoise,,.

## Biographie
Née le 5 mai 1993, Alexandra Larochelle connaît un parcours singulier. Sa passion pour l’écriture émerge dès son plus jeune âge. À peine âgée de 10 ans, Alexandra Larochelle publie son premier roman, Au-delà de l'univers, qui constitue le premier tome d'une série jeunesse de six tomes au total. Elle vend plus de 100 000 exemplaires de cette première série jeunesse qui connaît un immense succès.
En janvier 2006, la société Christal Films annonce que les trois premiers romans jeunesses de Larochelle seraient portés à l'écran. Alexandra Larochelle agira à titre de coscénariste afin de conserver l'esprit de son univers fantastique. En 2006, elle signe une entente de co-édition pour la traduction en langue arabe et la distribution dans tout le Moyen-Orient de ses films.
Après une pause de quelques années, des études en cinéma et création au Cégep de Sainte-Foy et en communications à l’Université Laval, elle se lance à nouveau dans l’écriture avec une série pour jeunes adultes avant d'écrire deux autres séries jeunesses (Trucs de peur ainsi que Troisième étoile),,. De 2007 à 2010, elle est aussi chroniqueuse régulière pour Magazine littéraire Entre les lignes. Très active dans le milieu de la littérature jeunesse du Québec, elle figure parmi les invités d'honneur du Salon international du livre de Québec (2005), du Salon du livre de Montréal (2005) ainsi que du Salon du livre de Rimouski (2008),.
De 2004 à 2009, Alexandra Larochelle est porte-parole pour la table de concertation en environnement de Portneuf et, de 2007 à 2009, pour le Club de lecteurs Archambault (2007-2009). Elle est également porte-parole, en 2005, de la Fête des passionnés, club optimiste, puis, en 2006, de l'Office de la propriété intellectuelle du Canada ainsi que du Club des petits déjeuners du Québec.
En plus de son travail d'écrivaine, Alexandra Larochelle est, depuis 2016, rédactrice pigiste de projets variés pour divers clients tel que Happy Camper Media, Groupe Modus, Kabane, LMG, Agence Les Prétentieux, Agence Absolu, Substance Stratégies, Frima Studio, Cortex Média, etc. Elle est aussi fondatrice et directrice créative de DragonBox Conception.

## Œuvres

### Romans
- Au-delà de l'univers, t. I, Montréal, Éditions du Trécarré, 2004, 62 p. (ISBN 2-9808438-0-6)
- Au-delà de l'univers : Mission périlleuse en Erianigami, t. II, Montréal, Éditions du Trécarré, 2004, 104 p. (ISBN 9782895682578)
- Au-delà de l'univers : La clé de l'énigme, t. III, Montréal, Éditions du Trécarré, 2005, 120 p. (ISBN 9782895682578)
- Au-delà de l'univers : Quiproquo et sorcellerie, t. IV, Montréal, Éditions du Trécarré, 2006, 136 p. (ISBN 9782895683209)
- Au-delà de l'univers : Épreuve infernale, t. V, Montréal, Éditions du Trécarré, 2006, 144 p. (ISBN 9782895683117)
- Au-delà de l'univers : Lorafil, l'avenir à l'agonie, t. VI, Montréal, Éditions du Trécarré, 2007, 144 p. (ISBN 9782895683513)
- Des papillons pis de la gravité, Montréal, Libre Expression, 2015, 183 p. (ISBN 9782764811351 et 9782764811160)
- Des papillons pis du grand cinéma, Montréal, Libre Expression, 2016, 200 p. (ISBN 9782764812143 et 9782764811825)
- Des papillons pis des fins du monde, Montréal, Libre Expression, 2018, 269 p. (ISBN 9782764812976 et 9782764812938)
- Troisième étoile : De L.A. à Laval, t. I, Montréal, Éditions de la Bagnole, 2018, 264 p. (ISBN 9782897142995)
- Trucs de peur : Perdues dans le noir, t. 1, Montréal, Éditions de la Bagnole, 2019, 288 p. (ISBN 9782897143275)
- Troisième étoile : La revanche d'une fille trahie, t. II, Montréal, Éditions de la Bagnole, 2019, 264 p. (ISBN 9782897143008)
- Troisième étoile : Le grand pardon?, Montré, t. III, Éditions, e la Bagnole, 2019, 232 p. (ISBN 9782897143497)
- Trucs de peur : Un fantôme trop bavard, Montré, t. II, Éditions, e la Bagnole, 2019, 272 p. (ISBN 9782897143404)
- Trucs de peur : Le mystère de la sorcière, Montré, t. III, Éditions, e la Bagnole, 2020, 288 p. (ISBN 9782897144050)
- Val-Caduc : La ville des morts, Montréal, Glénat Québec, 2020, 200 p. (ISBN 9782924997178)
- Premier rendez-vous : Le pire meilleur ami, t. I, Montréal, Éditions Michel Quintin, 2020, 240 p. (ISBN 978-2-89762-495-8)
- Premier rendez-vous : L'amour, c'est du caca, t. II, Montréal, Éditions Michel Quintin, 2020, 288 p. (ISBN 978-2-89762-514-6)
- Trucs de peur : Le lac des marins disparus, t. IV, Montréal, Éditions de la Bagnole, 2021, 288 p. (ISBN 9782897144388)
- Trucs de peurs : Le train de l'horreur, t. V, Montréal, Éditions de la Bagnole, 2021, 296 p. (ISBN 9782897144890)
- Premier rendez-vous : Seuls au monde, t. III, Montréal, Éditions Michel Quintin, 2021, 264 p. (ISBN 978-2-89762-548-1)
- Premier rendez-vous : Toast à l'amour perdu, t. IV, Montréal, Éditions Michel Quintin, 2021, 336 p. (ISBN 978-2-89762-594-8)
- Jusqu'à ce que ça fasse bang, Montréal, Éditions de la Bagnole, 2022, 327 p. (ISBN 9782897143282)
- L’univers ne peut naître qu’une seule fois, Montréal, Éditions de la Bagnole, 2024, 416 p.  (ISBN 9782897143411)[12]
- Smash, Éditions Michel Quintin, 2025, 232 p.  (ISBN 9782897629151)[13]

### Romans graphique et autres collaborations
- Alexandra Larochelle, Vanessa Lessard, Catherine LeBlanc-Fredette, Alex. A, Jean-François Vachon et Louis Patalano, Le journal méga secret de Mini-Jean (Tome I, Tome II et Tome III), Montréal, Presses Aventure, 2017 (ISBN 9782897513917, 9782897514532 et 9782897517113)
- Alexandra Larochelle (ill. Jean-François Vachon, en collaboration avec Alex A, Montréal), Les histoires de Mini-Jean et Mini-Bulle! (Tome I, Tome II, Tome III, Tome IV, Tome V, Tome VI), Presses Aventure, 2018 (ISBN 9782897514747, 9782897514754, 9782897514778, 9782897516055, 9782897516369 et 9782897516376)
- Alex A. (dir.), Louis Patalano et Alexandra Larochelle (ill. Alex A. et André Kadi), Les plans diaboliques du Castor, Montréal, Presses Aventure, 2018, 54 p. (ISBN 9782897511302 et 9782897515058)
- Louis Patalano (dir.), Alexandra Larochelle (dir.) et Alex A. (ill. Jean-François Vachon et Alex A), Les révélations de WXT, Alex A, Montréal, Presses Aventure, 2019, 62 p. (ISBN 9782897517069 et 9782897517076)
- Alex A. et Jean-François Vachon (ill. Alex A., rédaction des mémoires de Lobe : Alexandra Larochelle et Louis Patalano, en collaboration avec Alex A.), Les mémoires numériques de Gabriel Lobe, Montréal, Presses Aventure, 2020, 62 p. (ISBN 9782897518233 et 9782897518257)

## Prix et honneurs
- 2003 : Récipiendaire : Prix de l'Artiste de moins de trente ans, Services culturels de la Ville de Québec[14],[11],[3],[15]
- 2005 : Invitée d'honneur : Salon du Livre de Montréal[16],[3]
- 2005 : Hommage : Contribution à la Francophonie, Club Richelieu International[11]
- 2005 : Finaliste : Prix meilleur roman jeunesse, Réseau des abonnés des 27 bibliothèques de la Ville de Québec[11],[3]
- 2006 : Présidente d'honneur : Grande Fête du Livre de la Mauricie[11]
- 2006 : Lauréate jeunesse de l'année : Société Radio-Canada et quotidien Le Soleil[3],[15]
- 2006 : Invitée d'honneur : Salon du Livre de Québec[3]
- 2006 : Finaliste : Prix meilleur roman jeunesse, Réseau des abonnés des 27 bibliothèques de la Ville de Québec[3],[15]
- 2007 : Hommage : Contribution à la Francophonie, Club Richelieu International[3],[15]
- 2007 : Finaliste : Prix meilleur roman jeunesse, Hackmatack[3],[15]
- 2008 : Invitée d'honneur : Salon du Livre de Rimouski[3]
- 2018 : Lauréate : Prix Gémeaux de la Meilleure composante média numérique jeunesse (MaXi)[3],[17]
- 2018 : Nomination : Prix Gémeaux de la Meilleure série d'animation (MaXi)[3],[17]
- 2019 : Lauréate : Prix Gémeaux de la Meilleure série d'animation (L'Agent Jean)[3]
- 2020 : Lauréate : Prix Gémeaux de la Meilleure série d'animation (L'Agent Jean)[3]